# 牛欄雲南鰍
牛欄云南鳅（学名：Yunnanilus niulanensis）为輻鰭魚綱鲤形目條鳅科云南鳅属的鰭中一種，分布於中國雲南省牛欄江支流流域，本魚體粗狀呈紡錘形，三分之二的上半部身體和頭部被棕色大斑點覆蓋，魚鰭透明，身體被鱗片覆蓋，沒有側線，背鰭軟條12枚;臀鰭軟條8枚，體長可達5.5公分，棲息在溪流底層水域，生活習性不明

## 扩展阅读
維基物種上的相關：牛欄云南鳅